# Xã Cleveland, Quận Knox, Nebraska
Xã Cleveland (tiếng Anh: Cleveland Township) là một xã thuộc quận Knox, tiểu bang Nebraska, Hoa Kỳ. Năm 2010, dân số của xã này là 110 người.